# Голубєва Ольга Володимирівна
О́льга Володи́мирівна Го́лубєва (31 січня 1960, Мундибаш, Кемеровська область, РФ) — українська поетеса.

## Коротка біографія
Народилася 31 січня 1960 р. в селищі Мундибаш Кемеровської області, Росія. Закінчила у 1984 році Сімферопольський державний університет.

## Діяльність
У 1984–1997 роках працювала в Сімферопольському бюро мандрівок та екскурсій, а в 1997–1999 роках — у Республіканському палаці культури профспілок.
У 2004–2005 роках була ведучою рубрики «Уголок поэтического перевода» в газеті «Литературный Крым», де займалася перекладами з української, кримськотатарської, турецької та інших мов. У 2005–2006 роках обіймала посаду головного редактора журналу «Алые Паруса».
З 2006 року очолює Кримський літературний клуб при Російському культурному центрі.
Друкується з 1994 року. Авторка низки музично-поетичних програм, пісень для естрадних виконавців і музичних колективів. Написала слова гімну Автономної Республіки Крим (музика А. Караманова).